# Hosahundi, Mysore
Hosahundi là một làng thuộc tehsil Mysore, huyện Mysore, bang Karnataka, Ấn Độ.